# Justus von Gruner
Karl Justus Gruner, à partir de 1815 von Gruner (né le 28 février 1777 à Osnabrück - décédé le 8 février 1820 à Wiesbaden) est un conseiller d'État secret et homme d'État prussien et opposant à Napoléon.

## Biographie

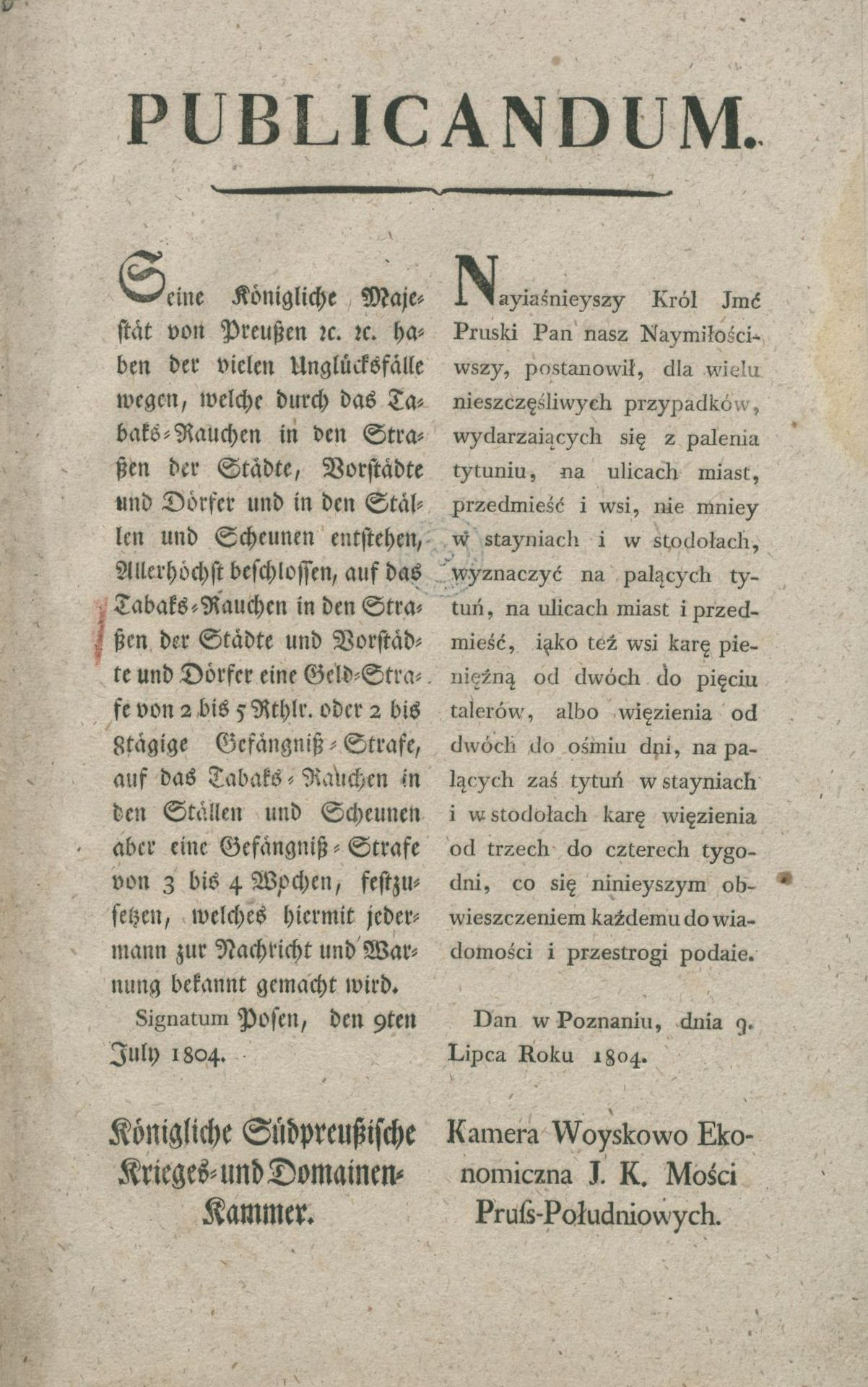
Arrêté de la Chambre de la Guerre et des Domaines (imprimé en allemand et polonais) interdisant de fumer du tabac dans les rues de Poznań, 9 juillet 1804.

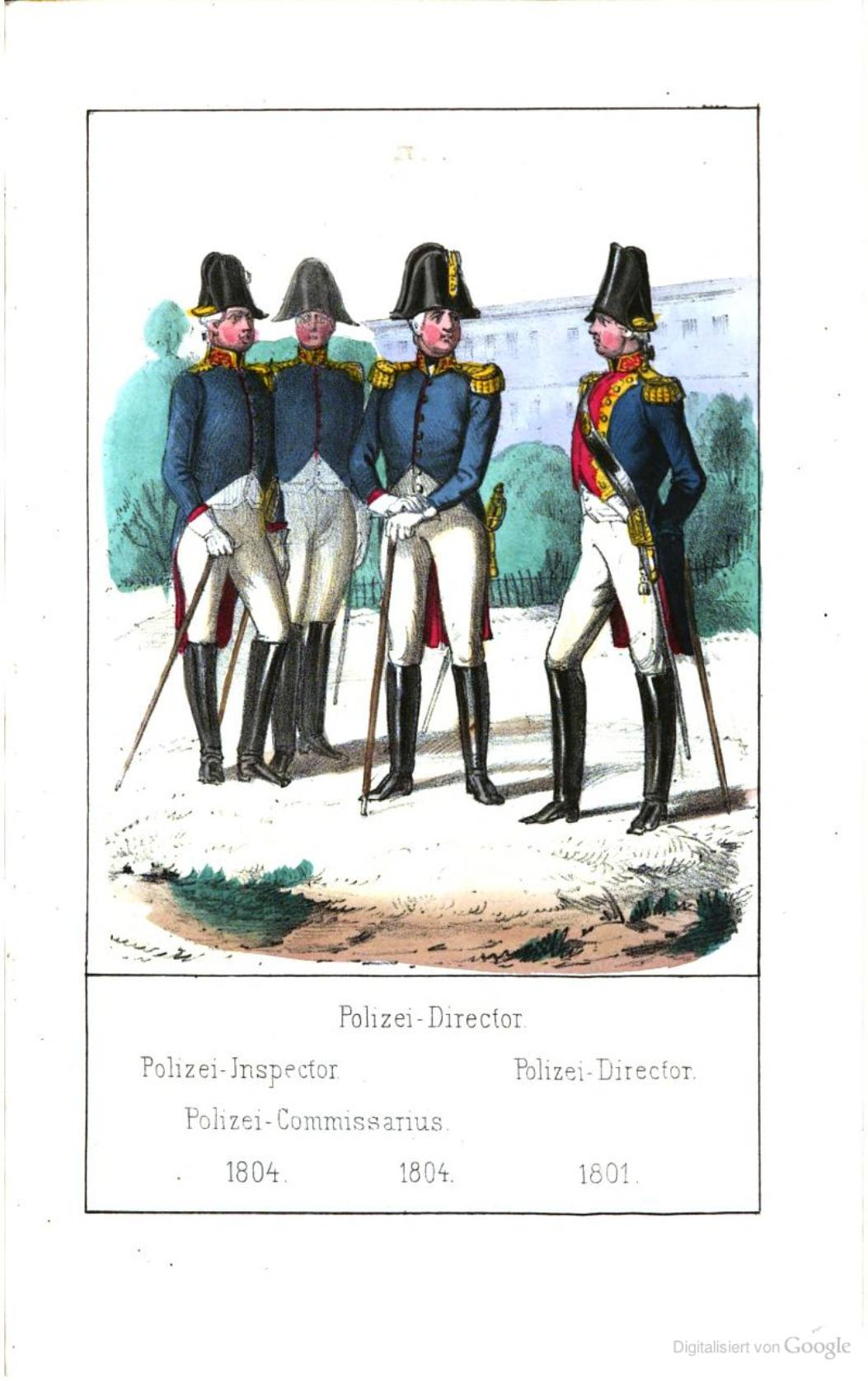
Uniformes de la police berlinoises en 1804, gravure d'Albert Ballhorn, 1852.

Né en 1777 dans la principauté épiscopale d'Osnabrück, dans une famille d'enseignants et de prêtres de l'Église évangélique, il étudie le droit et l'économie politique à l'université de Göttingen. Il publie quelques opuscules sur les questions juridiques et pénales. Le traité de Bâle ayant fait passer Osnabrück sous l'autorité du royaume de Prusse, il entre dans l'administration prussienne. En 1805, il est nommé directeur de la Chambre de la Guerre et des Domaines à Posen, ville devenue prussienne depuis les partages de la Pologne et où le roi Frédéric-Guillaume III encourage l'implantation de colons allemands. 
Pendant la guerre de la Quatrième Coalition (1806-1807), il doit faire face à l'agitation de la population polonaise, favorable à la cause française. Puis il s'oppose à l'administration d'occupation française dirigée par le maréchal Davout. Il se réfugie en province de Prusse-Orientale avec la cour royale et se lie avec des hommes d'État comme Karl August von Hardenberg et Heinrich Friedrich Karl vom Stein. Après les traités de Tilsit, il partage leurs objectifs de relèvement et de rénovation de l'État prussien.
Le 25 mars 1809, Gruner est nommé à la tête de la nouvelle Préfecture de police de Berlin et assure des fonctions de sécurité et de contre-espionnage. Parallèlement à ses fonctions publiques, il soutient les organisations patriotiques qui s'opposent à la domination de la France napoléonienne  Le 12 février 1811, le chancelier Hardenberg promeut Gruner à la direction générale de la police politique pour toute la Prusse. Mais, à la suite du traité d'alliance franco-prussien signé le 5 mars 1812, dirigé contre la Russie, Hardenberg doit écarter du service les personnalités les plus opposées à la politique française. Gruner s'exile à Prague où il travaille comme agent d'influence du tsar Alexandre Ier ; il est arrêté le 22 août 1812, sous la pression des Français, par les autorités autrichiennes.
En août 1813, lorsque l'Autriche se joint à la Sixième Coalition contre la France, Hardenberg obtient la libération de Gruner. Celui-ci est nommé avec Stein à la tête de l'administration des territoires repris aux Français en Westphalie. Le 22 novembre 1813, il devient gouverneur provisoire du grand-duché de Berg, poste qu'il doit céder le 8 février 1814 au prince zu Solms. Gruner est alors nommé gouverneur des départements de la rive gauche du Rhin abandonnés par la France au traité de Paris. Lors du bref retour de Napoléon en 1815, il est de nouveau nommé à la tête de la police prussienne et contribue à la mobilisation de la Septième Coalition mais la fin rapide de la guerre ne lui donne pas l'occasion de se distinguer.
Après la guerre, le 19 octobre 1815, il est affecté au corps diplomatique et anobli avec le titre de « von Gruner ». Ambassadeur dans le royaume de Wurtemberg, il est assez mal accueilli par le roi Frédéric, ancien allié et admirateur de Napoléon. Il est en outre confronté à Joseph Fouché, ancien ministre de la Police de Napoléon rallié à Louis XVIII qui l'a nommé ambassadeur à Stuttgart. Pendant ses 4 années en poste, la santé de Gruner se dégrade et il se retire aux eaux thermales de Wiesbaden où il meurt à l'âge de 45 ans.

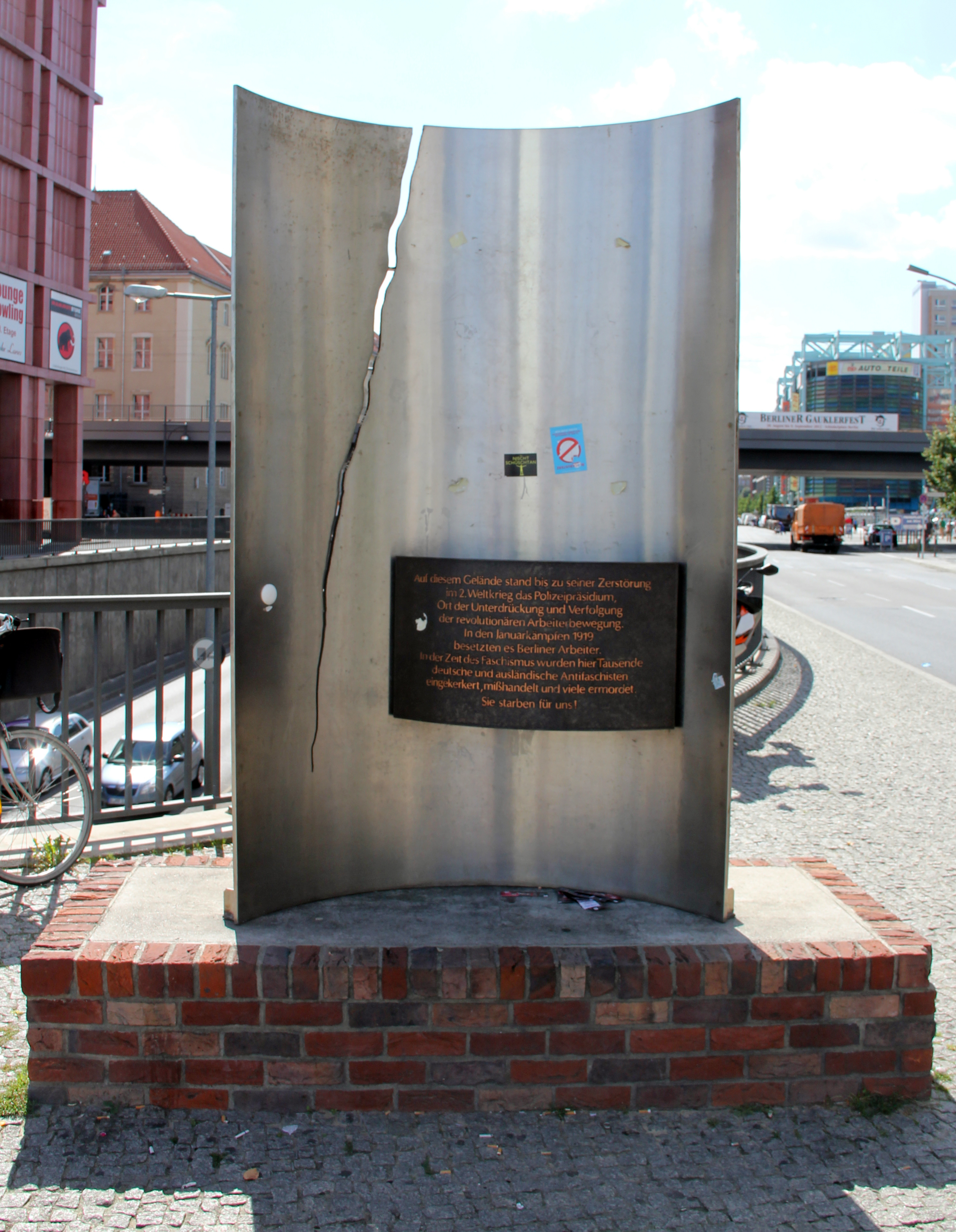
Mémorial de l'ancienne préfecture de police au 11, Grunerstraße, Alexanderplatz, Berlin.

Il avait épousé en 1804 Caroline von Poellnitz (de) (1784-1867). Leur fils, Justus von Gruner (1807-1885) (de), a été un homme politique et député de la chambre des seigneurs de Prusse.
La rue Justus Gruner (Grunerstraße), à Berlin, bordait un des côtés de l'ancienne préfecture de police, le Quartier général de la police Alexanderplatz, construit en 1890 sur la place éponyme et détruit par les bombardements de la Seconde Guerre mondiale.

### Sources et bibliographie
- (de) J. v. Gruner., « Gruner, Justus von », dans Allgemeine Deutsche Biographie (ADB), vol. 10, Leipzig, Duncker & Humblot, 1879, p. 42-48
- A. Fournier, Stein und Gruner in Österreich. In: Deutsche Rundschau 53, 1887
- J. Gruner, Meine Wallfahrt zur Ruhe und Hoffnung oder Schilderung des sittlichen und bürgerlichen Zustandes Westphalens am Ende des achtzehnten Jahrhunderts. In: Gisela Weiß (Hg.), "Zerbrochen sind die Fesseln des Schlendrians. Westfalens Aufbruch in die Moderne", p. 49-109, Verlag Bönen, 2002
- H. Jäger (de): Das geheime Büro. Historischer Roman. Berlin 1990.
- E. E. Kisch, Konspirative Tätigkeit des preußischen Polizeichefs Gruner. In: Prager Pitaval - Späte Reportagen, Gesammelte Werke in Einzelausgaben, Band II/2. Berlin und Weimar/DDR 1969, p. 229-234
- H. Kriegl, Justus Karl Gruner und die Revolutionierung Deutschlands 1810-1813. Diss. Erlangen-Nürnberg 1983
- W. Real, Justus Gruner. In: Westfälische Lebensbilder 5, 1937, p. 259-276
- H. Redecker, Ernst Moritz Arndt und Karl Justus von Gruner, in: Ernst Moritz Arndt. Festschr. zum 200. Geburtstag. Hg. von der Ernst Moritz Arndt-Univ. Greifswald. 1969
- W. Reininghaus/G. Weiß, Eine Reise in die Moderne. In: G. Weiß (Hg.), "Zerbrochen sind die Fesseln des Schlendrians. Westfalens Aufbruch in die Moderne", p. 44-48, Verlag Bönen, 2002.
- U. Veit, Karl Justus von Gruner, der Schöpfer des Berliner Polizeipräsidiums und der preußischen Geheimen Staatspolizei. Diss. Rostock 1937
- K. Zeisler, Justus von Gruner. Eine biographische Skizze. In: "Berlin in Geschichte und Gegenwart", p. 81-105, 1994
- (de) Stephan Skalweit, « Gruner, Justus von », dans Neue Deutsche Biographie (NDB), vol. 7, Berlin, Duncker & Humblot, 1966, p. 229 (original numérisé).
- Heinz Monz (Hrsg.): Gruner, Justus v, Politiker, In: „Trierer Biographisches Lexikon“, WVT Wissenschaftlicher Verlag Trier 2000  (ISBN 3-88476-400-4), S. 146.